# Ken’ichi Yamamoto
Ken’ichi Yamamoto (jap. 山本喧 Yamamoto Ken’ichi; ur. 11 lipca 1976) – japoński zawodnik mieszanych sztuk walki oraz wrestler. Były mistrz turniejowy UFC w wadze średniej z 1999 roku. W swojej karierze walczył m.in. dla RINGS oraz PRIDE FC. Posiadacz czarnego pasa w karate.

## Kariera sportowa
Od dzieciństwa trenował tradycyjne karate, następnie jego odmianę seidō-kaikan. W 1993 zadebiutował jako wrestler w federacji UWF. W 1998 związał się z organizacją RINGS, gdzie wygrywał m.in. z Chrisem Hasemanem. Pod koniec 1999 wziął udział w turnieju UFC mającym wyłonić japońskiego mistrza który zmierzy się z mistrzem z USA. Yamamoto zwyciężył w czteroosobowym turnieju pokonując Daiju Takase i Katsuhisę Fujiiego zostając pierwszym i jak dotąd jedynym japońskim zwycięzcą i posiadaczem pasa w historii UFC. 16 grudnia 2000 na kolejnej gali UFC w Japonii stoczył przegraną walkę o mistrzostwo w wadze półśredniej z Patem Miletichem.
Od 2002 do 2004 związany z PRIDE FC notując trzy przegrane pojedynki m.in. z Kevinem Randlemanem i Ikuhisą Minową. Od 2004 głównie przegrywa swoje starcia w sportach walki notując bilans 2-7.

## Osiągnięcia
- 1999: UFC 23 - zwycięzca turnieju wagi średniej
- WAR World Six-Man Tag Team Championship - z Yoji Anjo i Yoshihiro Takayamą